# Iperita (pintura)
Iperita é um dos mais famosos quadros do pintor belga Jan Theuninck.
Esta obra representa as atrocidades cometidas contra o ser humano com armas químicas.
Iperita ou gás mostarda foi utilizado pela primeira vez em massa na Primeira Guerra Mundial.
Pintada em 2004, a acrílico sobre tela, este quadro conserva as medidas de 100cm de largura e 70cm de altura.